# جامعة المعرفة

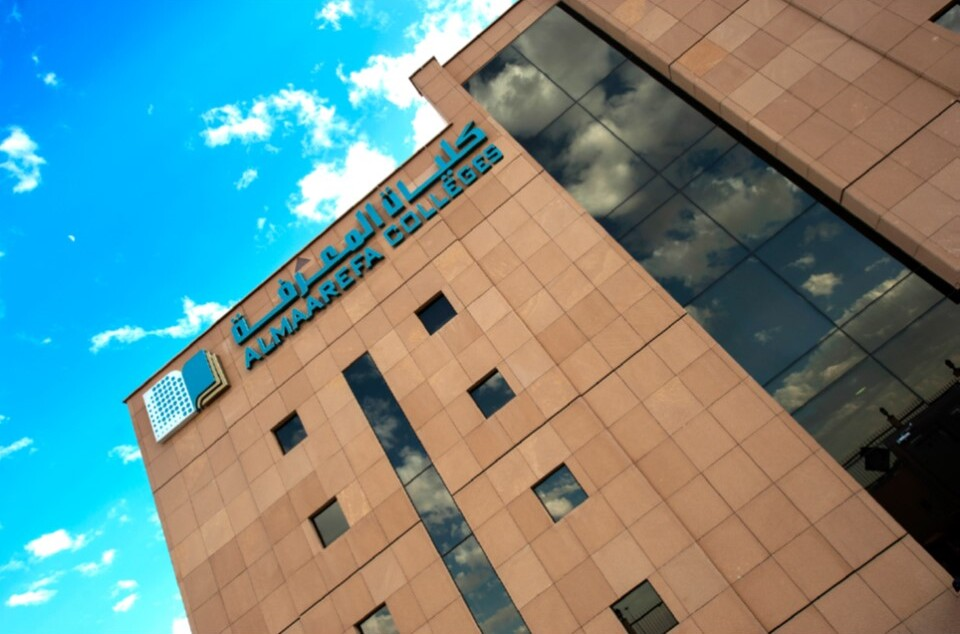
مبنى جامعة المعرفة.

جامعة المعرفة هي جامعة أهلية تقع في مدينة الرياض، وهي إحدى المؤسسات التعليمية الأهلية المرخصة من قبل وزارة التعليم، حيث قام بتأسيس الجامعة رئيس مجلس الأمناء د. زيد بن محمد الزامل.

## نبذة
تقدم جامعة المعرفة برامج البكالوريوس في ثلاث كليات لتخصصات الطب، والصيدلة، والتمريض، والرعاية التنفسية، والخدمات الطبية الطارئة، ونظم المعلومات.
تمكنت الجامعة من إقامة علاقات دولية مع جامعات عالمية مثل جامعة موناش الأسترالية وكذلك جامعة فلوريدا الأمريكية.

## عن كليه الطب
يهدف برنامج البكالوريوس الطب والجراحة العامة بالجامعة لتدريب وتهيئة الأجيال الناشئة من خريجيها من خلال نظام المنهج المدمج المتكامل الأفقي في العلوم الطبية الأساسية بحيث تدرس جميع العلوم الطبية الأساسية سوية ضمن دراسة منهجية متكاملة لأنظمة الجسم كل على حدة،
مع إضافات تطبيقية سريرية تؤمن عناصر التكامل الرأسي منذ البداية. وهذا يسهل على الطالب فهم العلاقة المتينة بين العلوم الأساسية والجوانب السريرية التطبيقية.
وتشجع الكلية الطلبة على استخدام جميع مصادر التعلم والبحث وتنمية القدرات العلمية والجوانب الشخصية الضرورية؛ لبناء طبيب المستقبل الذي يساهم بشكل فعال في صحة ورفاه مجتمعه.

### متطلبات الحصول علي الدرجة العلمية
- يتطلب الحصول على شهادة البكالوريوس في الطب والجراحة (MBBS) إنهاء ستة أعوام دراسية بنجاح،
- إضافة إلى إكمال برنامج الامتياز (عام دراسي تدريبي)،
- فيما مجموعه (222) وحدة دراسية خلال سبع سنوات.

## كليه الصيدلة
تمنح الكلية درجة البكالوريوس في العلوم العلوم الصيدلية تخصص دكتور صيدلة لمن ينهي المتطلبات الأكاديمية والتدريبية من طلابها المقيدين في البرنامج
الأقسام الأكاديمية:
- قسم الممارسة الصيدلية
- قسم العلوم الصيدلية

### متطلبات الحصول علي الدرجة العلمية
- إنهاء ما لا يقل عن خمس سنوات دراسية بنجاح (171 وحدة دراسية معتمدة)، بحيث ينهي الطالب بنجاح عدداً من الوحدات الدراسية المعتمدة من مقررات التعليم العام في جامعة المعرفة، وعدداً من الوحدات الدراسية المعتمدة من المقررات الإجبارية في كلية الصيدلة، وعدداً من الوحدات الدراسية المعتمدة من مقررات التخصص.
- بالإضافة إلى إنهاء التدريب الميداني الخاص بسنة الامتياز لا يقل عن 1800 ساعة تدريبية في 48 أسبوع (الامتياز) من خلال 9 مقررات تدريبية، بواقع 3 وحدات معتمدة لكل مقرر، وبإجمالي 27 وحدة معتمدة، بحيث يمارس الطالب خلالها ما تعلمه من معارف ومهارات تطبيقا عمليا في كافة مجالات الصيدلة.

## كليه العلوم التطبيقية
تطرح الكلية البرامج التالية:
- برنامج التمريض
- برنامج الرعاية التنفسية
- برنامج الخدمات الطبية الطارئة
- برنامج تقنية التخدير
- برنامج علوم الحاسب
- برنامج نظم المعلومات
- برنامج نظم المعلومات الصحية
- برنامج الهندسة الصناعية

## تاريخ الجامعة

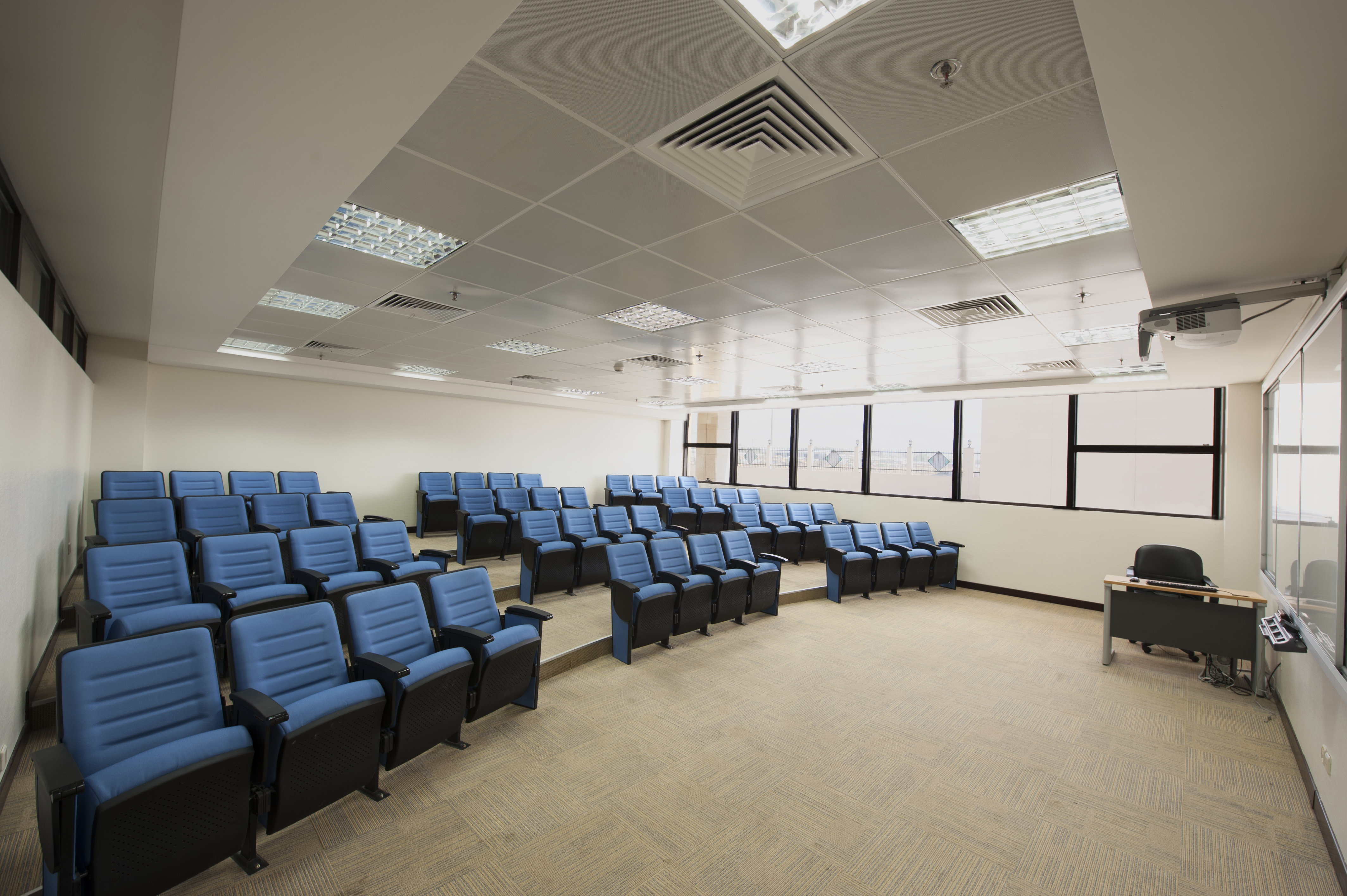
قاعة دراسية.

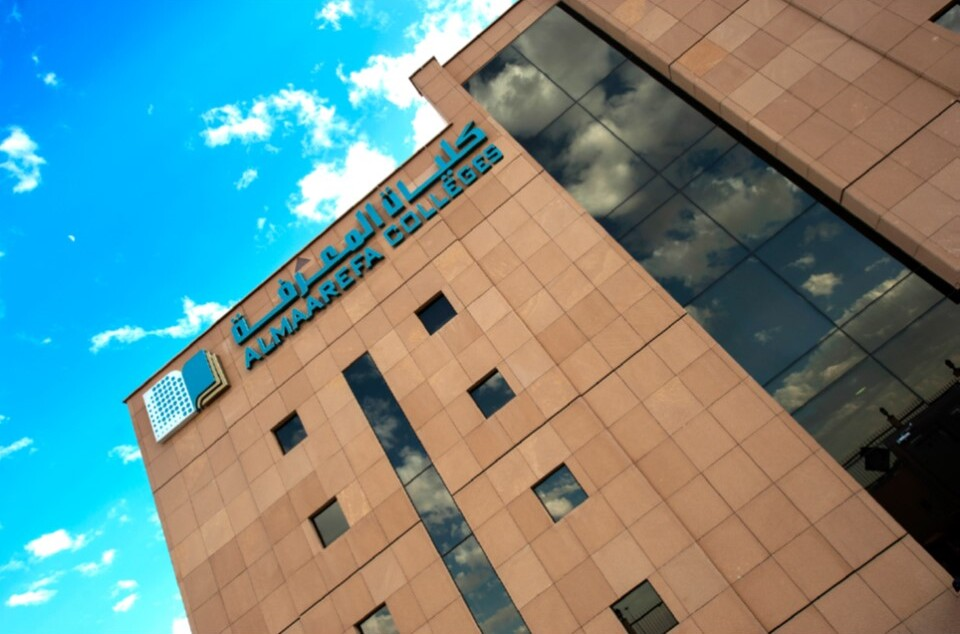
مبنى جامعة المعرفة.

بدء التدريس في الكليات عام 2009 .

## التخصصات الطبية

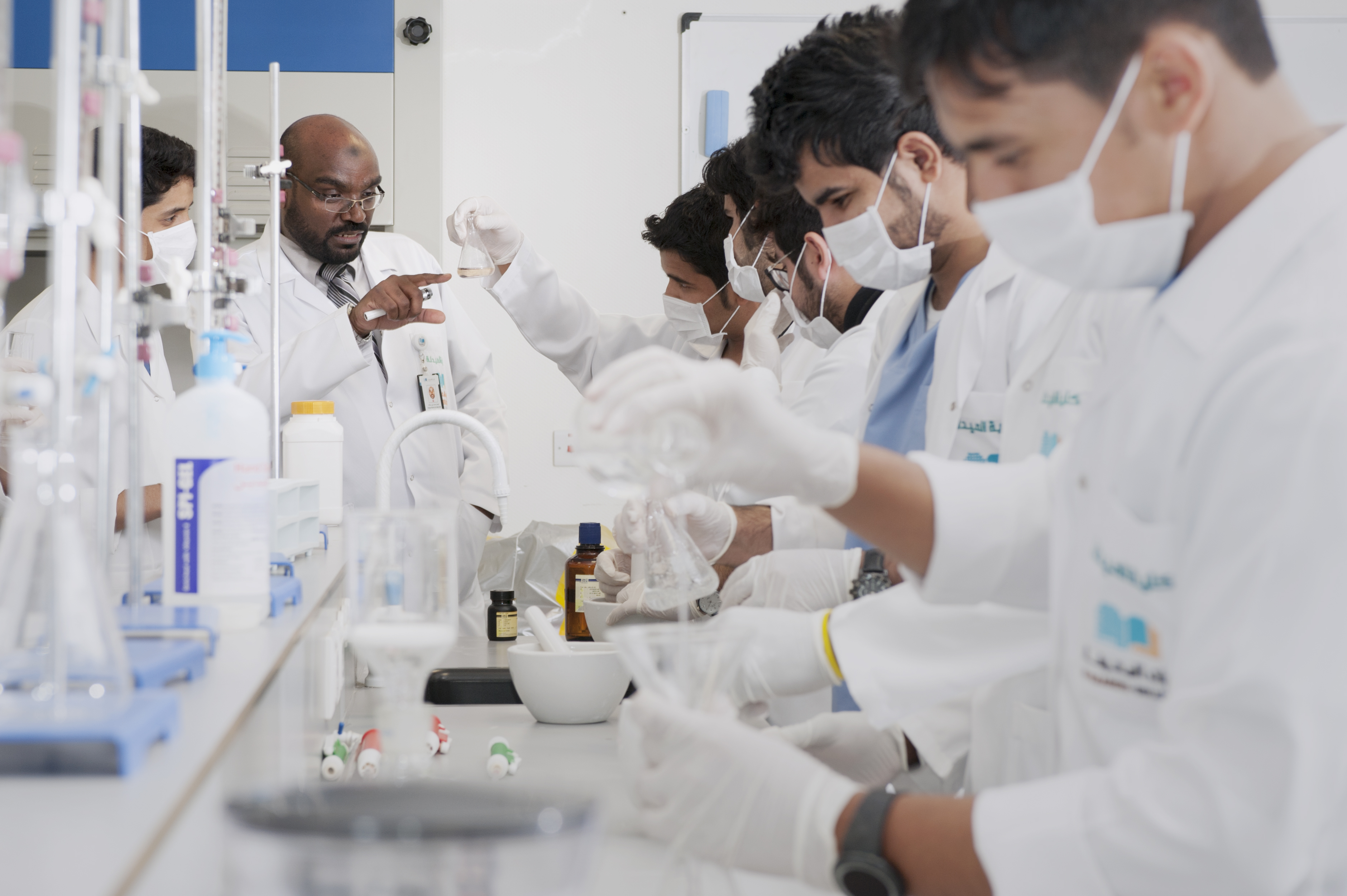
مختبرات طبية.

- الطب والجراحة.
- الصيدلة الإكلينيكة (Pharm D).
- التمريض.
- الخدمات الطبية الطارئة.
- الرعاية التنفسية.
- تقنية التخدير.

## التخصصات التقنية والهندسية
- نظم المعلومات.
- نظم المعلومات الصحية.
- علوم الحاسب الآلي.
- الهندسة الصناعية.